# José Horacio Gómez
José Horacio Gómez (sinh 1951; tên đầy đủ: José Horacio Gómez Velasco) là một giám mục người Mỹ gốc Mexico, đang giữ vai trò Tổng giám mục Trưởng Giáo tỉnh Los Angeles, Tổng giám mục Tổng giáo phận Los Angeles. Tuy là một người nhập cư từ Mexico và mới nhập tịch công dân Hoa Kỳ năm 1995, ông hiện là người đứng đầu Giáo phận Công giáo có đông số tín hữu nhất Hoa Kỳ, đồng thời là giám mục gốc châu Mỹ Latinh đầu tiên giữ chức Chủ tịch Hội đồng Giám mục Hoa Kỳ (2019-2022).

## Thân thế và tu học
José Horacio Gómez sinh ngày 26 tháng 12 năm 1951 tại Monterrey, Mexico, là con ông José H. Gomez và bà Esperanza Velasco. Ngoài José Horacio Gómez, gia đình ông José H. Gomez còn có bốn người con gái khác, trong số này 3 người lớn hơn và 1 người nhỏ hơn người con trai duy nhất của ông bà, hiện là Tổng giám mục José Horacio Gómez.

## Thời kỳ linh mục
Sau thời kỳ tu học, ngày 15 tháng 8 năm 1971, José Horacio Gómez được truyền chức linh mục. Tân linh mục là linh mục thuộc Opus Dei bởi Hồng y Franz König, Nguyên Tổng giám mục Tổng giáo phận Vienna tại Đền thánh Torreciudad, Tây Ban Nha. Trong vòng các năm từ năm 1975 đến năm 1978, Gómez lần lượt nhận các văn bằng kế toán, thần học và triết học.
Năm 1980, linh mục José Horacio Gómez tốt nghiệp Tiến sĩ Thần học tại Đại học Navarre, Tây Ban Nha. Từ năm 1987 đến năm 2000, ông thi hành tác vụ linh mục tại Giáo xứ Đức Mẹ Ân sủng, thuộc Tổng giáo phận San Antonio và tại Giáo xứ St. Bartholomew (Thánh Bartôlômêô) thuộc Tổng giáo phận Galveston-Houston.
Gomez sau đó nhập tịch quốc tịch Hoa Kỳ năm 1995.

## Thời kỳ giám mục
Ngày 23 tháng 1 năm 2001, Tòa Thánh tuyên bố bổ nhiệm linh mục José Horacio Gómez làm Giám mục phụ tá Tổng giáo phận Denver, bang Colorado, danh nghĩa Giám mục Hiệu tòa Belali. Lễ tấn phong cho vị tân chức được cử hành sau đó hai tháng, vào ngày 26 tháng 3 năm 2001. Phần nghi thức truyền chức được cử hành bởi Chủ phong là Tổng giám mục Tổng giáo phận Denver Charles Joseph Chaput, O.F.M. Cap. và hai vị phụ phong là Giám mục Joseph Anthony Fiorenza, giám mục chính tòa Tổng giáo phận Galveston-Houston và giám mục Javier Echevarría Rodríguez, Giám chức Opus Dei.
Gần bốn năm sau đó, này 29 tháng 12 năm 2004, Tòa Thánh thăng Giám mục José Horacio Gómez làm Tổng giám mục Trưởng Giáo tỉnh San Antonio, Texas, kiêm Tổng giám mục Tổng giáo phận San Antonio, bang Texas. Lễ nhậm chức của Tân Tổng giám mục được cử hành vào ngày 15 tháng 2 năm 2005.
Ngày 6 tháng 4 năm 2010, Tòa Thánh thuyên chuyển Tổng giám mục José Horacio Gómez làm Tổng giám mục phó Tổng giáo phận Los Angeles, bang California. Ông chính thức kế vị chức Tổng giám mục Trưởng Giáo tỉnh Los Angeles vào ngày 1 tháng 3 năm 2011. Tổng giáo phận Los Angeles là giáo phận Công giáo lớn nhất trong cả nước, với thành phần giáo dân cộng đồng nói tiếng Tây Ban Nha chiếm hơn hai phần ba tổng số năm triệu giáo dân Công giáo của tổng giáo phận. Gómez được chính thức loan báo kế vị Hồng y Mahony vào ngày 1 tháng 3 năm 2011, tuy buổi lễ chuyển giao chức vụ được tổ chức trước đó vào ngày 27 tháng 2. Ông là người trong cộng đồng nói tiếng Tây Ban Nha đầu tiên làm Tổng giám mục Los Angeles, đồng thời là giám mục cao cấp nhất trong hàng giám mục Hoa Kỳ xuất thân từ cộng đồng nói tiếng Tây Ban Nha.
Tổng giám mục Gómez giữ vai trò quan trọng trong các hành động của Giáo hội Công giáo Hoa Kỳ nhằm thúc đẩy cải cách nhập cư. Ông cũng chính là tác giả quyển sách nói về đề tài này: Immigration and the Next America: Renewing the Soul of Our Nation. (tạm dịch:Nhập cư và nước Mỹ tiếp theo: Làm mới linh hồn của quốc gia chúng ta).
Tổng giám mục Gómez đóng vai trò Thành viên Ủy ban Giáo hoàng về Châu Mỹ Latinh. Năm 2015, Tổng Giám mục Gomez đại diện hàng giám mục Hoa Kỳ tham gia Thượng Hội đồng Giám mục năm 2015, với chủ đề Ơn gọi và sứ mạng của gia đình trong Giáo hội và trong thế giới ngày nay. Ông một lần nữa được các giám mục Hoa Kỳ chọn đại diện cho Giáo hội Công giáo Hoa Kỳ tham gia Thượng Hội đồng Giám mục năm 2018, có chủ đề Giới trẻ, Đức tin và biện phân ơn gọi.
José Horacio Gómez thúc đẩy sự lãnh đạo của tầng lớp giáo dân, hôn nhân và gia đình, và ơn gọi chức vụ tư tế. Ông cũng là nhân tốc thúc đẩy tăng cường trao quyền lãnh đạo cho cộng đồng người Mỹ nói tiếng Tây Ban Nha và phụ nữ trong Giáo hội và xã hội Hoa Kỳ. Ông là thành viên sáng lập của Hiệp hội các nhà lãnh đạo Latinh (C.A.L.L.) và ENDOW (Giáo dục về bản chất và phẩm giá phụ nữ).
Ngày 12 tháng 11 năm 2019, Tổng giám mục Gómez vượt qua 10 ứng viên và được bầu vào chức Chủ tịch Hội đồng Giám mục Hoa Kỳ với 176 phiếu, gấp đôi ứng viên về thứ hai. Ông kết thúc chức vụ của mình vào ngày 15 tháng 11 năm 2022.

## Các bài viết và các quyển sách đã xuất bản
Các sách do José Horacio Gómez viết và xuất bản:
- 2008: A Will to Live: Clear Answers on End of Life Issues, tạm dịch: Ý chí sống: Câu trả lời rõ ràng về các vấn đề kết thúc Sự sống.
- 2009: Men of Brave Heart: The Virtue of Courage in the Priestly Life, tạm dịch Trái tim Dũng cảm của Người Đàn Ông: Đức hạnh của lòng can đảm trong đời sống linh mục.
- 2013: Immigration and the Next America: Renewing the Soul of Our Nation., tạm dịch:Nhập cư và nước Mỹ tiếp theo: Làm mới linh hồn của quốc gia chúng ta.

Ngoài ra, ông còn viết nhiều bài báo được trích đăng trên tờ báo bán chính thức của Tòa Thánh L’Osservatore Romano (Quan sát viên Rôma), The Wall Street Journal, CNN.com, Huffington Post, Vital Speeches of the Day, Notre Dame Journal of Law, Ethics & Public Policy, La Opinion, First Things, The New York Post, National Catholic Register và nhiều báo chí, cơ quan truyền thông khác.